# USS LST-578
O USS LST-578 foi um navio de guerra norte-americano da classe LST que operou durante a Segunda Guerra Mundial.